# Unterneumark
Unterneumark ist ein zum Ortsteil Neumark gehöriger Gemeindeteil der Gemeinde Neumark im Vogtlandkreis in Sachsen. Unterneumark wurde am 1. Oktober 1937 eingemeindet und gehört wie Oberneumark zur Gemarkung Neumark.

## Geografie

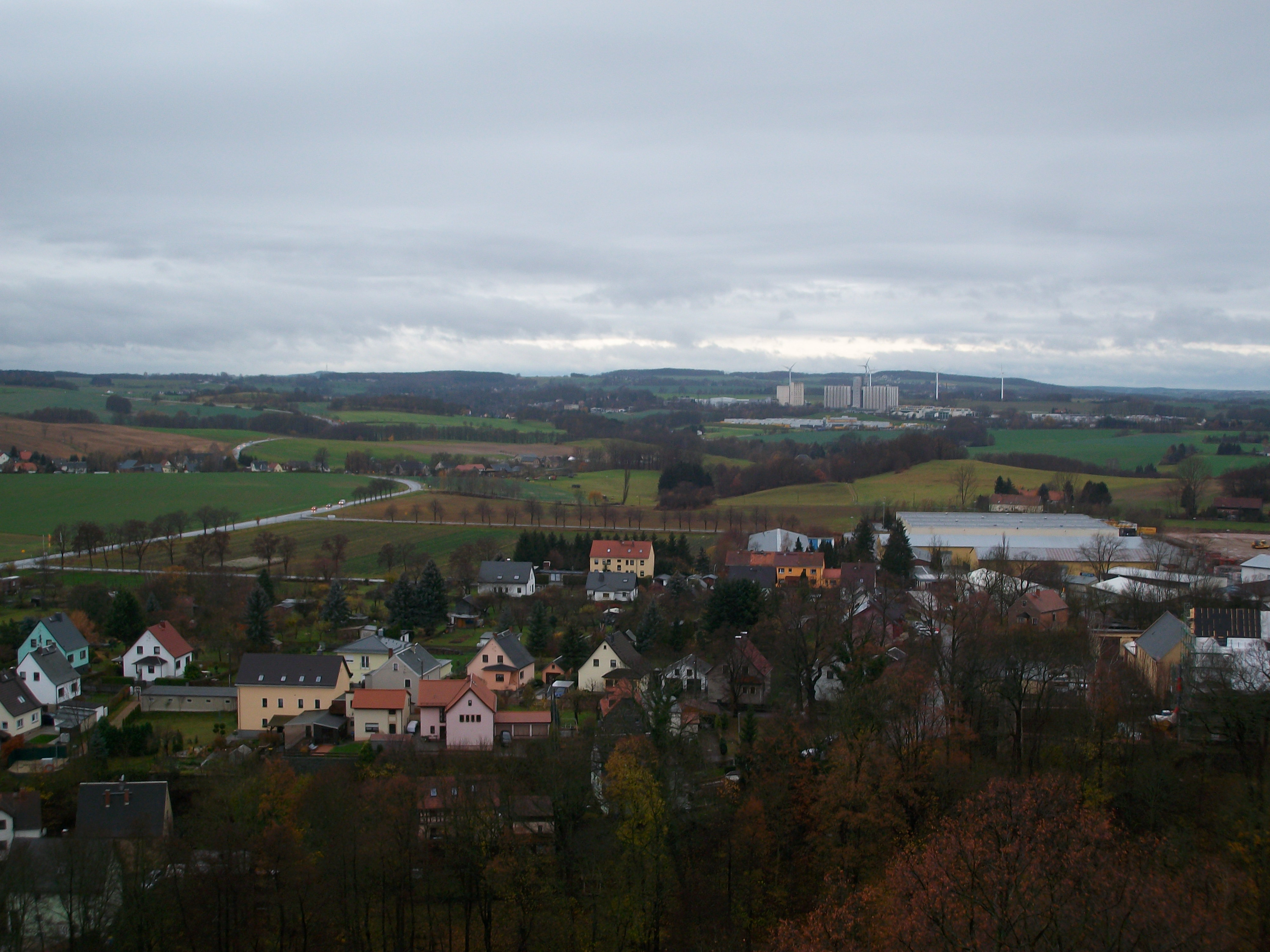
Blick von Burg Schönfels nach Unterneumark

### Lage
Unterneumark liegt nordöstlich von Neumark am Oberlauf des Neumarker Bachs, einem Zufluss der Pleiße. Unterneumark liegt am Übergang der Naturräume Vogtland (Mittelvogtländisches Kuppenland) und Erzgebirgsbecken (Oberes Pleißeland). Der Ort liegt an der Nordostgrenze des sächsischen Teils des historischen Vogtlands. Im Nordosten der Ortsflur liegt die Siedlung Erlmühle, die aus einem Rittergut hervorgegangen ist.

### Nachbarorte
|            | Gospersgrün mit Römersgrün                  | Schönfels        |
| Beiersdorf | Kompassrose, die auf Nachbargemeinden zeigt | Altrottmannsdorf |
|            | Neumark                                     |                  |

## Geschichte
Unterneumark wurde im Jahr 1423 als „Niderneuenmarkt“ erwähnt. Die Grundherrschaft über den Ort lag ab dem 16. Jahrhundert anteilig bei den Rittergütern Neuschönfels (mehrheitlich) und Ruppertsgrün (kleiner Anteil). 
Die in der nordöstlichen Ortsflur gelegene Erlmühle wurde im Jahr 1696 als Rittergut erwähnt, welches als solches noch im 18. Jahrhundert bestand. Im Jahr 1789 wurde das Gutshaus fertig gestellt. 1875 erfolgte die Erwähnung als Kanzleilehngut.
Unterneumark gehörte wie die anderen heutigen Ortsteile von Neumark bis 1856 zum kursächsischen bzw. königlich-sächsischen Amt Zwickau im Erzgebirgischen Kreis. 1856 wurde Unterneumark wie die ebenfalls um Neumark liegenden Orte im einstigen Amt Zwickau dem Gerichtsamt Reichenbach und 1875 der Amtshauptmannschaft Plauen angegliedert. Im Jahr 1920 wurde Unterneumark der Amtshauptmannschaft Werdau zugeordnet. Durch die Auflösung des Verwaltungsbezirks kam der Ort im Jahr 1933 an die Amtshauptmannschaft Zwickau, die ab 1939 Landkreis Zwickau genannt wurde. Am 1. Oktober 1937 wurde Unterneumark nach Neumark eingemeindet. Durch die zweite Kreisreform in der DDR kam Unterneumark als Ortsteil der Gemeinde Neumark im Jahr 1952 zum Kreis Reichenbach im Bezirk Chemnitz (1953 in Bezirk Karl-Marx-Stadt umbenannt), der ab 1990 als sächsischer  Landkreis Reichenbach fortgeführt wurde und 1996 im Vogtlandkreis aufging.

## Wirtschaft und Infrastruktur

### Ansässige Unternehmen

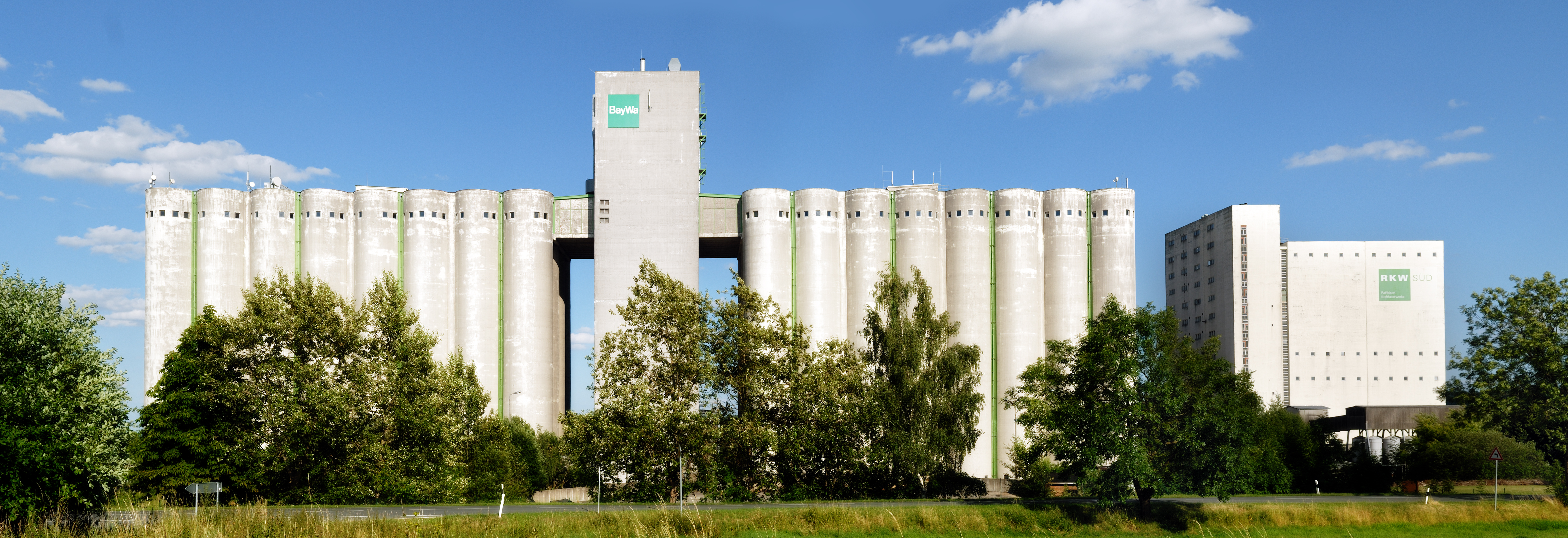
Betriebsgebäude der Firma BayWa

Nordöstlich des Orts befindet sich im Gewerbegebiet Unterneumark ein markantes Gebäude des Unternehmens BayWa, das 1970 als Kraftfuttermischwerk (Futtermittel & Silage) entstand. Im Gewerbegebiet gibt es weiterhin einen Standort von SGB-SMIT, ein Paketzentrum der Deutschen Post, einen Betriebshof der Vogtlandbahn sowie mehrere kleinere Betriebe. 

### Verkehr
Durch den Ort verläuft die Staatsstraße 289, die südöstlich des Orts auf die Bundesstraße 173 trifft.